# 師範學校 (日本舊制)
師範學校（日语：〔〕／ Shihan Gakkō ），是指日本在戰前設於日本內地及台灣、朝鮮、樺太、滿洲等外地的師範教育機關，戰後大多數已發展成新制大學的教育學部、學藝學部。

## 歷史
1886年日本政府制定《學校令》，其中包括《小學校令》、《中學校令》、《帝國大學令》、《師範學校令》。

《師範學校令》的要點是，規定將師範學校分為普通師範學校和高等師範學校。前者培養小學教師；後者培養中學教師和普通師範學校教師。師範學校的任務是培養教員應具備的品德和學識。在品德方面特別強調培養順良、信愛和威重的氣質。對師範生施以軍事體操訓練，學校實行兵營化。

## 1872年 - 1886年

### 官立師範學校
- 師範學校（1872年 - 1873年）→東京師範學校（1873年 - 1886年）
- 大阪師範學校（1873年 - 1878年）
- 宮城師範學校（1873年 - 1878年）
- 愛知師範學校（1874年 - 1877年）
- 廣島師範學校（1874年 - 1877年）
- 長崎師範學校（1874年 - 1878年）
- 新潟師範學校（1874年 - 1877年）
- 東京女子師範學校（1875年 - 1885年）→東京師範學校女子部

### 府縣立師範學校
- 堺縣師範學校（ - 1881）→堺師範學校（1881 - 1886）　等

## 1886年 - 1897年

### 高等師範學校・女子高等師範學校
- 高等師範學校（1886年 - ）
- 女子高等師範學校（1890年 - ）

### 尋常師範學校
| - 北海道師範學校（1886 - 1887）→北海道尋常師範學校（1887 - 1898） - 青森縣尋常師範學校（1886 - 1898） - 岩手縣尋常師範學校（1886 - 1898） - 宮城縣尋常師範學校（1886 - 1898） - 秋田縣尋常師範學校（1886 - 1898） - 山形縣尋常師範學校（1886 - 1898） - 福島尋常師範學校（1886 - 1887）→福島縣尋常師範學校（1887 - 1898） - 茨城縣尋常師範學校（1886 - 1898） - 栃木縣尋常師範學校（1886 - 1898） - 群馬縣尋常師範學校（1886 - 1898） - 埼玉縣尋常師範學校（1886 - 1898） - 千葉縣尋常師範學校（1886 - 1898） - 東京府尋常師範學校（1886 - 1898） - 神奈川縣師範學校（ - 1887）→神奈川縣尋常師範學校（1887 - 1898） - 新潟縣尋常師範學校（1886 - 1898） - 富山縣尋常師範學校（1886 - 1898） - 石川縣尋常師範學校（1886 - 1898） - 福井縣師範學校（ - 1889）→福井縣尋常師範學校（1889 - 1898） - 山梨縣尋常師範學校（1886 - 1898） - 長野縣尋常師範學校（1886 - 1898） - 靜岡尋常師範學校（1886 - 1887）→靜岡縣尋常師範學校（1887 - 1898） - 愛知縣尋常師範學校（1886 - 1898） - 岐阜縣尋常師範學校（1886 - 1898） - 三重縣師範學校（ - 1887）→三重縣尋常師範學校（1887 - 1898） - 滋賀縣尋常師範學校（1886 - 1898） | - 京都府師範學校（ - 1887）→京都府尋常師範學校（1887 - 1898） - 大阪府尋常師範學校（1886 - 1898） - 兵庫縣尋常師範學校（1886 - 1898） - 奈良縣尋常師範學校（1888 - 1898） - 和歌山縣尋常師範學校（1886 - 1898） - 鳥取縣尋常師範學校（1886 - 1898） - 島根縣尋常師範學校（1886 - 1898） - 岡山縣尋常師範學校（1886 - 1898） - 廣島縣尋常師範學校（1886 - 1898） - 山口縣尋常師範學校（1886 - 1898） - 德島師範學校（ - 1887）→德島尋常師範學校（1887 - 1893）→德島縣尋常師範學校（1893 - 1898） - 香川縣尋常師範學校（1889 - 1898） - 愛媛縣尋常師範學校（1886 - 1898） - 高知縣尋常師範學校（1886 - 1898） - 福岡縣尋常師範學校（1886 - 1898） - 佐賀縣尋常師範學校（1886 - 1898） - 長崎縣尋常師範學校（1886 - 1898） - 熊本縣尋常師範學校（1886 - 1898） - 大分縣尋常師範學校（1886 - 1898） - 宮崎縣尋常師範學校（1886 - 1898） - 鹿兒島師範學校（ - 1886）→鹿兒島縣尋常師範學校（1887 - 1898） - 沖繩縣尋常師範學校（1886 - 1898） |

## 1897年 - 1943年

### 高等師範學校・女子高等師範學校
- 高等師範學校（ - 1902年）→東京高等師範學校（1902年 - 1929年）→東京文理科大學附置東京高等師範學校（1929年 - ）
- 女子高等師範學校（ - 1908年）→東京女子高等師範學校（1908年 - ）
- 廣島高等師範學校（1902年 - 1929年）→廣島文理科大學附置廣島高等師範學校（1929年 - ）
- 奈良女子高等師範學校（1908年 - ）

### 師範學校・女子師範學校
| - 北海道師範學校（1898 - 1914）→北海道札幌師範學校（1914 - 1943） - 北海道函館師範學校（1914 - 1943） - 北海道旭川師範學校（1923 - 1943） - 青森縣師範學校（1898 - 1943） - 青森縣女子師範學校（1910 - 1943） - 岩手縣師範學校（1898 - 1943） - 岩手縣女子師範學校（1923 - 1943） - 宮城縣師範學校（1898 - 1943） - 宮城縣女子師範學校（1913 - 1943） - 秋田縣師範學校（1898 - 1943） - 秋田縣女子師範學校（1909 - 1943） - 山形縣師範學校（1898 - 1943） - 山形縣女子師範學校（1901 - 1943） - 福島縣師範學校（1898 - 1943） - 福島縣女子師範學校（1923 - 1943） - 茨城縣師範學校（1898 - 1943） - 茨城縣女子師範學校（1903 - 1943） - 栃木縣師範學校（1898 - 1943） - 栃木縣女子師範學校（1904 - 1943） - 群馬縣師範學校（1898 - 1912）→群馬縣第一師範學校（1912 - 1913）→群馬縣師範學校（1913 - 1943） - 群馬縣女子師範學校（1901 - 1943） - 群馬縣第二師範學校（1912 - 1913） - 埼玉縣師範學校（1898 - 1943） - 埼玉縣女子師範學校（1901 - 1943） - 千葉縣師範學校（1898 - 1943） - 千葉縣女子師範學校（1904 - 1943） - 東京府師範學校（1898 - 1908）→東京府青山師範學校（1908 - 1943） - 東京府女子師範學校（1900 - 1943） - 東京府豊島師範學校（1908 - 1943） - 東京府大泉師範學校（1938 - 1943） - 神奈川縣師範學校（1898 - 1943） - 神奈川縣女子師範學校（1907 - 1943） - 新潟縣師範學校（1898 -1899）→新潟縣第一師範學校（1899 - 1901）→新潟縣新潟師範學校（1901 - 1943） - 新潟縣第二師範學校（1899 - 1901）→新潟縣高田師範學校（1901 - 1943） - 新潟縣女子師範學校（1900 - 1906）→新潟縣長岡女子師範學校（1906 - 1943） - 富山縣師範學校（1898 - 1943） - 富山縣女子師範學校（1917 - 1943） - 石川縣師範學校（1898 - 1943） - 石川縣女子師範學校（1908 - 1943） - 福井縣師範學校（1898 - 1928）→福井縣福井師範學校（1928 - 1943） - 福井縣鯖江女子師範學校（1928 - 1943） - 山梨縣師範學校（1898 - 1943） - 山梨縣女子師範學校（1924 - 1943） - 長野縣師範學校（1898 - 1943） - 長野縣松本女子師範學校（1905 - 1943） - 靜岡縣師範學校（1898 - 1914）→靜岡縣靜岡師範學校（1914 - 1943） - 靜岡縣女子師範學校（1906 - 1943） - 靜岡縣濱松師範學校（1914 - 1943） - 愛知縣師範學校（1898 - 1899）→愛知縣第一師範學校（1899 - 1943） - 愛知縣第二師範學校（1899 - 1923）→愛知縣岡崎師範學校（1923 - 1943） - 愛知縣女子師範學校（1912 - 1943） - 岐阜縣師範學校（1898 - 1943） - 岐阜縣女子師範學校（1911 - 1943） - 三重縣師範學校（1898 - 1943） - 三重縣女子師範學校（1904 - 1943） - 滋賀縣師範學校（1898 - 1943） - 滋賀縣女子師範學校（1908 - 1943） | - 京都府師範學校（1898 - 1943） - 京都府女子師範學校（1908 - 1943） - 大阪府師範學校（1898 - 1908）→大阪府天王寺師範學校（1908 - 1943） - 大阪府女子師範學校（1900 - 1943） - 大阪府池田師範學校（1908 - 1943） - 兵庫縣師範學校（1898 - 1900）→兵庫縣第一師範學校（1900 - 1901）→兵庫縣御影師範學校（1901 - 1936）→兵庫縣師範學校（1936 - 1943） - 兵庫縣第二師範學校（1900 - 1901）→兵庫縣姬路師範學校（1901 - 1936） - 兵庫縣明石女子師範學校（1902 - 1943） - 奈良縣師範學校（1898 - 1943） - 奈良縣女子師範學校（1905 - 1943） - 和歌山縣師範學校（1898 - 1943） - 和歌山縣女子師範學校（1929 - 1943） - 鳥取縣師範學校（1898 - 1943） - 鳥取縣女子師範學校（1926 - 1943） - 島根縣師範學校（1898 - 1943） - 島根縣女子師範學校（1903 - 1943） - 岡山縣師範學校（1898 - 1943） - 岡山縣女子師範學校（1902 - 1943） - 廣島縣師範學校（1898 - 1922）→廣島縣廣島師範學校（1922 - 1932）→廣島縣師範學校（1932 - 1943） - 廣島縣三原女子師範學校（1909 - 1943） - 廣島縣福山師範學校（1922 - 1932） - 山口縣師範學校（1898 - 1914）→山口縣山口師範學校（1914 - 1920）→山口縣師範學校（1920 - 1943） - 山口縣室積師範學校（1914 - 1920）→山口縣女子師範學校（1920 - 1943） - 德島縣師範學校（1898 - 1943） - 德島縣女子師範學校（1908 - 1943） - 香川縣師範學校（1898 - 1943） - 香川縣女子師範學校（1912 - 1943） - 愛媛縣師範學校（1898 - 1943） - 愛媛縣女子師範學校（1910 - 1943） - 高知縣師範學校（1898 - 1943） - 高知縣女子師範學校（1926 - 1943） - 福岡縣師範學校（1898 - 1908）→福岡縣福岡師範學校（1908 - 1943） - 福岡縣女子師範學校（1903 - 1943） - 福岡縣小倉師範學校（1908 - 1943） - 佐賀縣師範學校（1898 - 1943） - 佐賀縣女子師範學校（1928 - 1943） - 長崎縣師範學校（1898 - 1943） - 長崎縣女子師範學校（1908 - 1943） - 熊本縣師範學校（1898 - 1914）→熊本縣第一師範學校（1914 - 1931）→熊本縣師範學校（1931 - 1943） - 熊本縣女子師範學校（1911 - 1943） - 熊本縣第二師範學校（1914 - 1931） - 大分縣師範學校（1898 - 1943） - 大分縣女子師範學校（1907 - 1943） - 宮崎縣師範學校（1898 - 1943） - 宮崎縣女子師範學校（1926 - 1943） - 鹿兒島縣師範學校（1898 - 1920）→鹿兒島縣第一師範學校（1920 - 1934）→鹿兒島縣師範學校（1934 - 1943） - 鹿兒島縣女子師範學校（1910 - 1943） - 鹿兒島縣第二師範學校（1920 - 1934） - 沖繩縣師範學校（1898 - 1943） - 沖繩縣女子師範學校（1915 - 1943） |

#### 樺太
- 樺太廳師範學校（1839 - 1943）

#### 台灣
- 台北師範學校（1899 - 1902）→台北師範學校（1920 - 1927）→台北第一師範學校（1927 - 1943）
- 台北第二師範學校（1927 - 1943）
- 台南師範學校（1899 - 1904）→台南師範學校（1919 - 1943）
- 台中師範學校（1899 - 1902）→台中師範學校（1923 - 1943）
- 新竹師範學校（1940 - 1943）
- 屏東師範學校（1940 - 1943）

#### 朝鮮
| - 朝鮮總督府師範學校（1921 - 1922）→京城師範學校（1922 - ） - 京畿道公立師範學校（1923 - 1931） - 京城女子師範學校（1935 - ） - 忠清北道公立師範學校（1923 - 1931） - 清州師範學校（1941 - ） - 忠清南道公立師範學校（1923 - 1931） - 公州女子師範學校（1938 - ） - 全羅北道公立師範學校（1923 - 1936）→全州師範學校（1936 - ） - 全羅南道公立師範學校（1923 - 1931） - 光州師範學校（1938 - ） - 慶尚北道公立師範學校（1923 - 1929）→大邱師範學校（1929 - ） | - 慶尚南道公立師範學校（1923 - 1931） - 晉州師範學校（1940 - ） - 黃海道公立師範學校（1923 - 1931） - 平安南道公立師範學校（1923 - 1929）→平壤師範學校（1929 - ） - 平安北道公立師範學校（1923 - 1931） - 新義州師範學校（1942 - ） - 江原道公立師範學校（1923 - 1931） - 春川師範學校（1939 - ） - 咸鏡南道公立師範學校（1923 - 1931） - 咸興師範學校（1937 - ） - 咸鏡北道公立師範學校（1923 - 1931） |

#### 關東州
- 旅順師範學校（1936 - ）
- 旅順女子師範學校（1936 - 1943）

#### 滿洲
- 在滿師範學校（1941 - ）

## 1943年 - 1952年

### 高等師範學校・女子高等師範學校
- 東京文理科大學附置東京高等師範學校（ - 1949年）→東京教育大學東京高等師範學校（1949年 - 1952年）
- 東京女子高等師範學校（ - 1949年）→御茶之水女子大學東京女子高等師範學校（1949年 - 1952年）
- 廣島文理科大學附置廣島高等師範學校（ - 1949年）→廣島大學廣島高等師範學校（1949年 - 1952年）
- 奈良女子高等師範學校（ - 1949年）→奈良女子大學奈良女子高等師範學校（1949年 - 1952年）
- 金澤高等師範學校（1944年 - 1949年）→金澤大學金澤高等師範學校（1949年 - 1952年）
- 岡崎高等師範學校（1945年 - 1949年）→名古屋大學岡崎高等師範學校（1949年 - 1952年）
- 廣島女子高等師範學校（1945年 - 1949年）→廣島大學廣島女子高等師範學校（1949年 - 1952年）

### 師範學校
（）內是新制大學。
| - 北海道第一師範學校（北海道學藝大學札幌分校） - 北海道第二師範學校（北海道學藝大學函館分校） - 北海道第三師範學校（北海道學藝大學旭川分校） - 青森師範學校（弘前大學教育學部） - 岩手師範學校（岩手大學學藝學部） - 宮城師範學校（東北大學教育學部→宮城教育大學） - 秋田師範學校（秋田大學學藝學部） - 山形師範學校（山形大學教育學部） - 福島師範學校（福島大學學藝學部） - 茨城師範學校（茨城大學教育學部） - 栃木師範學校（宇都宮大學學藝學部） - 群馬師範學校（群馬大學學藝學部） - 埼玉師範學校（埼玉大學教育學部） - 千葉師範學校（千葉大學學藝學部） - 東京第一師範學校（東京學藝大學學藝學部） - 東京第二師範學校（同上） - 東京第三師範學校（同上） - 神奈川師範學校（橫濱國立大學學藝學部） - 新潟第一師範學校（新潟大學教育學部） - 新潟第二師範學校（新潟大學教育學部高田分校→上越教育大學） - 富山師範學校（富山大學教育學部） - 石川師範學校（金澤大學教育學部） - 福井師範學校（福井大學學藝學部） - 山梨師範學校（山梨大學學藝學部） - 長野師範學校（信州大學教育學部） - 靜岡第一師範學校（靜岡大學教育學部） - 靜岡第二師範學校（同上） - 愛知第一師範學校（愛知學藝大學學藝學部） - 愛知第二師範學校（同上） - 岐阜師範學校（岐阜大學學藝學部） - 三重師範學校（三重大學學藝學部） - 滋賀師範學校（滋賀大學學藝學部） | - 京都師範學校（京都學藝大學學藝學部） - 大阪第一師範學校（大阪學藝大學學藝學部） - 大阪第二師範學校（同上） - 兵庫師範學校（神戶大學教育學部） - 奈良師範學校（奈良學藝大學學藝學部） - 和歌山師範學校（和歌山大學學藝學部） - 鳥取師範學校（鳥取大學學藝學部） - 島根師範學校（島根大學教育學部） - 岡山師範學校（岡山大學教育學部） - 廣島師範學校（廣島大學教育學部） - 山口師範學校（山口大學教育學部） - 德島師範學校（德島大學教育學部→鳴門教育大學） - 香川師範學校（香川大學學藝學部） - 愛媛師範學校（愛媛大學教育學部） - 高知師範學校（高知大學教育學部） - 福岡第一師範學校（福岡學藝大學學藝學部） - 福岡第二師範學校（同上） - 佐賀師範學校（佐賀大學教育學部） - 長崎師範學校（長崎大學學藝學部） - 熊本師範學校（熊本大學教育學部） - 大分師範學校（大分大學學藝學部） - 宮崎師範學校（宮崎大學學藝學部） - 鹿兒島師範學校（鹿兒島大學教育學部） - 沖繩師範學校 |

#### 樺太
- 樺太師範學校

#### 台灣
- 台北師範學校（本科：國立台北教育大學、預科・女子部：台北市立教育大學）
- 台中師範學校（本科：國立台中教育大學、預科：國立新竹教育大學）
- 台南師範學校（本科：國立台南大學、預科：國立屏東教育大學）

#### 朝鮮
| - 京城師範學校（首爾大學師範學院） - 大邱師範學校（慶北大學師範學院） - 平壤師範學校 - 全州師範學校（全州教育大學） - 咸興師範學校 - 光州師範學校（光州教育大學） - 春川師範學校（春川教育大學） - 晉州師範學校（晉州教育大學） | - 清州師範學校（清州教育大學） - 新義州師範學校 - 清津師範學校 - 海州師範學校 - 大田師範學校 - 京城女子師範學校（首爾大學師範學院） - 公州女子師範學校（公州教育大學） - 元山女子師範學校 |

#### 關東州
- 旅順師範學校（女子部是舊・旅順女子師範學校）

#### 滿洲
- 在滿師範學校→新京師範學校
- 牡丹江師範學校（1944年 - ）

### 青年師範學校
| - 北海道青年師範學校（北海道學藝大學岩見澤分校） - 青森青年師範學校（弘前大學教育學部） - 岩手青年師範學校（岩手大學學藝學部） - 宮城青年師範學校（東北大學教育學部→宮城教育大學） - 秋田青年師範學校（秋田大學學藝學部） - 山形青年師範學校（山形大學教育學部） - 福島青年師範學校（福島大學學藝學部） - 茨城青年師範學校（茨城大學教育學部） - 栃木青年師範學校（宇都宮大學學藝學部） - 群馬青年師範學校（群馬大學學藝學部） - 埼玉青年師範學校（埼玉大學教育學部） - 千葉青年師範學校（千葉大學教育學部） - 東京青年師範學校（東京學藝大學學藝學部） - 神奈川青年師範學校（橫濱國立大學學藝學部） - 新潟青年師範學校（新潟大學教育學部） - 富山青年師範學校（富山大學教育學部） - 石川青年師範學校（金澤大學教育學部） - 福井青年師範學校（福井大學學藝學部） - 山梨青年師範學校（山梨大學學藝學部） - 長野青年師範學校（信州大學教育學部） - 靜岡青年師範學校（靜岡大學教育學部） - 愛知青年師範學校（愛知學藝大學學藝學部） - 岐阜青年師範學校（岐阜大學學藝學部） - 三重青年師範學校（三重大學學藝學部） - 滋賀青年師範學校（滋賀大學學藝學部） | - 京都青年師範學校（京都學藝大學學藝學部） - 大阪青年師範學校（大阪府立浪速大學教育學部） - 兵庫青年師範學校（神戶大學教育學部） - 奈良青年師範學校（奈良學藝大學學藝學部） - 和歌山青年師範學校（和歌山大學學藝學部） - 鳥取青年師範學校（鳥取大學學藝學部） - 島根青年師範學校（島根大學教育學部） - 岡山青年師範學校（岡山大學教育學部） - 廣島青年師範學校（廣島大學教育學部） - 山口青年師範學校（山口大學教育學部） - 德島青年師範學校（德島大學學藝學部） - 香川青年師範學校（香川大學學藝學部） - 愛媛青年師範學校（愛媛大學教育學部） - 高知青年師範學校（高知大學教育學部） - 福岡青年師範學校（福岡學藝大學學藝學部） - 佐賀青年師範學校（佐賀大學教育學部） - 長崎青年師範學校（長崎大學學藝學部） - 熊本青年師範學校（熊本大學教育學部） - 大分青年師範學校（大分大學學藝學部） - 宮崎青年師範學校（宮崎大學學藝學部） - 鹿兒島青年師範學校（鹿兒島大學教育學部） - 沖繩青年師範學校 |

#### 樺太
- 樺太青年師範學校

#### 台灣
- 彰化青年師範學校

## 關連項目
- 學制改革
- 學藝學部
- 教育學部
- 新制大學
- 舊官立大學 - 舊二文理大

## 外部連結
- 「女高師から帝國大學に入學した女性たち」文献介紹